# Travis Trice
Travis Lamar Trice II (ur. 22 stycznia 1993 w Springfield) – amerykański koszykarz, występujący na pozycji rozgrywającego, od 2024 zawodnik Beijing Royal Fighters.
W 2011 został wybrany najlepszym koszykarzem szkół średnich stanu (Ohio Gatorade Player of the Year).
Wielokrotnie brał udział w rozgrywkach letniej ligi NBA, reprezentował w niej Miami Heat (2015 – Las Vegas, Orlando) oraz Milwaukee Bucks (2017, 2018 – Las Vegas). W 2015 rozegrał też dwa spotkanie przedsezonowe w barwach New York Knicks.
22 października 2021 zawarł umowę ze Śląskiem Wrocław. 28 maja 2022 został zawodnikiem hiszpańskiej drużyny UCAM Murcia. 
Jego ojciec Travis grał w koszykówkę na uczelniach Purdue i Butler, natomiast dziadek – Bob Pritchett na Vincennes University i Old Dominion, na tej drugiej został zaliczony do Galerii Sław Sportu Old Dominion.

## Osiągnięcia
Stan na 16 stycznia 2025, na podstawie, o ile nie zaznaczono inaczej.

### NCAA
- Uczestnik rozgrywek:
  - Final Four NCAA (2015)
  - Elite 8 turnieju NCAA (2014, 2015)
  - Sweet 16 turnieju NCAA (2012–2015)
- Mistrz:
  - turnieju konferencji Big 10 (2012, 2014)
  - sezonu regularnego Big 10 (2012)
- Zaliczony do:
  - I składu turnieju:
    - Big Ten (2015)
    - Orlando Classic (2015)

  - III składu Big Ten (2015)

### Drużynowe
- Mistrz:
  - Polski (2022)[4]
  - Portoryko (2024)[5]

### Indywidualne
- MVP:
  - sezonu regularnego:
    - EBL (2022)[6]
    - ligi portorykańskiej (2024)

  - finałów:
    - EBL (2022)[7]
    - ligi portorykańskiej (2024)[5]

  - miesiąca EBL (luty, marzec 2022)[8]
  - kolejki EBL (14 – 2021/2022)[9]
- Zaliczony do I składu:
  - EBL (2022)[10]
  - kolejki EBL (22, 24, 26 – 2021/2022)[11][12][13]
- Lider EBL w[14]:
  - asystach (2022 – 7,4)
  - skuteczności rzutów wolnych (2022 – 89,1%)

### Reprezentacja
- Uczestnik:
  - kwalifikacji do mistrzostw Ameryki (2020)
  - amerykańskich kwalifikacji do mistrzostw świata (2017/2018 – 2. miejsce)